# Lyngiádes (Ioannina)
Lyngiádes, en grec moderne : Λιγκιάδες, est un village du dème d'Ioánnina, dans la périphérie de l'Épire, en Grèce. Selon le recensement de 2011, la population de Lyngiádes compte 92 habitants. Le massacre de Lyngiádes y est commis le 3 octobre 1943, par la 1re division de montagne de la Wehrmacht.

## Source de la traduction
- (el) Cet article est partiellement ou en totalité issu de l’article de Wikipédia en grec moderne intitulé « Λιγκιάδες Ιωαννίνων » (voir la liste des auteurs).